# Streckkindad vaktelduva
Streckkindad vaktelduva (Zentrygon linearis) är en fågel i familjen duvor inom ordningen duvfåglar.

## Utseende och läte
Streckkindad vaktelduva är en knubbig och relativt stor mestadels brunaktig vaktelduva. Den har beigefärgat ansikte, grå hjässa, fjällig hals och vit strupe. Könen är lika. Lätet är ett lågt "coo".

## Utbredning och systematik
Fågeln förekommer i bergstrakter i Colombia, Venezuela och på Trinidad och Tobago. Den delas numera vanligen upp i två underarter, med följande utbredning:
- Zentrygon linearis linearis – Sierra Nevada de Santa Marta (norra Colombia), Anderna i Colombia och Venezuela samt kustnära bergen i norra Venezuela österut till sydöstra Miranda
- Zentrygon linearis trinitatis – kustnära nordöstra Venezuela (Sucre och norra Monagas), Trinidad och Tobago

Vissa urskiljer populationen i Santa Marta som den egna underarten infuscata.
Tidigare placerades den i släktet Geotrygon men genetiska studier visar att den står närmare Zenaida.

## Levnadssätt
Streckkindad vaktelduva hittas i förberg och subtropiska zonen upp till 2500 meters höjd. Där ses den vanligen promenera på marken. När den skräms upp flyger den och sätter sig lågt i träd. Liksom de flesta vaktelduvor påträffas den lättast utmed stigar i gryning och skymning.

## Status och hot
Arten har ett stort utbredningsområde, men tros minska i antal, dock inte tillräckligt kraftigt för att den ska betraktas som hotad. Internationella naturvårdsunionen IUCN listar arten som livskraftig (LC).